# Aneilema longicapsa
Aneilema longicapsa är en himmelsblomsväxtart som beskrevs av Robert Bruce Faden. Aneilema longicapsa ingår i släktet Aneilema och familjen himmelsblomsväxter. Inga underarter finns listade.